# Go with the Flow
Go with the Flow – piosenka i drugi singiel z trzeciego albumu amerykańskiego zespołu rockowego Queens of the Stone Age zatytułowanego "Songs for the Deaf". Została napisana przez Josha Homme'a i Nicka Oliveriego. Została nominowana do nagród Grammy w kategorii Best Hard Rock Performance w 2004 roku.

## Teledysk
Teledysk został wyreżyserowany w Anglii przez zespół producencki Shynola. Josh Homme, wokalista Queens of the Stone Age, chciał, aby teledysk był bardzo agresywny, jak "uderzanie głową o ścianę", zaś jego twórcy przyznali w wywiadzie, że inspiracją do jego stworzenia była między innymi powieść "Władca Pierścieni" i komiks "Sin City". Klip zdobył nagrodę za najlepsze efekty specjalne oraz został nominowany za reżyserię podczas ceremonii MTV Video Music Awards w 2004 roku. Teledysk ma formę animacji i został zobrazowany przy użyciu barw czerni, bieli i czerwieni. Wideoklip przedstawia zespół grający na tyle pick-upu, który jedzie autostradą przez pustynię. Pojawiają się w nim motywy erotyczne, między innymi tańcząca kobieta w samej bieliźnie oraz kolizja dwóch samochodów jako metafora stosunku płciowego. 

## Użycie w grach komputerowych
Piosenka została wykorzystana w grach Freestyle Street Soccer, SingStar Amped, Juiced 2, Gran Turismo 4, ATV Offroad Fury 4, Asphalt 8: Airborne, SingStar Rocks!, Rock Band i w Rocksmith (jako piosenka do zagrania).

## Lista utworów
UK CD 1
1. "Go with the Flow" (wersja albumowa)
2. "No One Knows" (UNKLE reconstruction remix - wersja radiowa)
3. "Hangin' Tree" (live at the Melkweg in Amsterdam - występ z 24 czerwca 2002 roku)
4. "Go with the Flow" (CD-ROM video)

UK CD 2
1. "Go with the Flow" (wersja albumowa)
2. "Regular John" (live; Melkweg in Amsterdam - występ z  25 czerwca 2002 roku)
3. "Do It Again" (live; Melkweg in Amsterdam - występ z 25 czerwca 2002 roku)

Wersja australijska
1. "Go with the Flow" (wersja albumowa)
2. "Avon" (live; The Mean Fiddler, Londyn, występ z 25 czerwca 2002 roku)
3. "No One Knows" (Lavelle remix - wersja radiowa)
4. "No One Knows" (CD-ROM video)

Wersja holenderska
1. "Go with the Flow" (wersja albumowa)
2. "Avon" (live; The Mean Fiddler - występ z 25 czerwca 2002 roku)
3. "No One Knows" (UNKLE Reconstruction - wersja radiowa)
4. "No One Knows" (CD-ROM video)

UK 12"
1. "Go with the Flow" (wersja albumowa)
2. "No One Knows" (UNKLE reconstruction vocal version)

## Listy przebojów
| Lista (2003)                                | Najwyższa pozycja |
| ------------------------------------------- | ----------------- |
| ARIA Charts                                 | 39                |
| Dutch Singles Chart                         | 50                |
| UK Singles Chart                            | 21                |
| US Billboard Bubbling Under Hot 100 Singles | 16                |
| US Modern Rock Tracks                       | 7                 |
| US Mainstream Rock Tracks                   | 24                |